# Torneo ATP de Lyon
El Torneo de Lyon (denominado oficialmente Open Parc Auvergne-Rhône-Alpes Lyon) es un torneo oficial de tenis incluido en el calendario masculino de la categoría ATP 250, que se celebra en Lyon (Francia). Se juega anualmente desde 2017 sobre tierra batida al aire libre. Forma parte de la gira europea de torneos previos a Roland Garros.

## Palmarés

### Individual masculino
| Año  | Campeón                                  | Subcampeón                               | Resultado                                |
| ---- | ---------------------------------------- | ---------------------------------------- | ---------------------------------------- |
| 2017 | Jo-Wilfried Tsonga                       | Tomáš Berdych                            | 7-6(2), 7-5                              |
| 2018 | Dominic Thiem                            | Gilles Simon                             | 3-6, 7-6(1), 6-1                         |
| 2019 | Benoît Paire                             | Félix Auger-Aliassime                    | 6-4, 6-3                                 |
| 2020 | No disputado por la pandemia de COVID-19 | No disputado por la pandemia de COVID-19 | No disputado por la pandemia de COVID-19 |
| 2021 | Stefanos Tsitsipas                       | Cameron Norrie                           | 6-3, 6-3                                 |
| 2022 | Cameron Norrie                           | Alex Molčan                              | 6-3, 6-7(3), 6-1                         |
| 2023 | Arthur Fils                              | Francisco Cerúndolo                      | 6-3, 7-5                                 |
| 2024 | Giovanni Mpetshi Perricard               | Tomás Martín Etcheverry                  | 6-4, 1-6, 7-6(7)                         |

### Dobles masculino
| Año  | Campeones                                | Subcampeones                             | Resultado                                |
| ---- | ---------------------------------------- | ---------------------------------------- | ---------------------------------------- |
| 2017 | Andrés Molteni Adil Shamasdin            | Marcus Daniell Marcelo Demoliner         | 6-3, 3-6, [10-5]                         |
| 2018 | Nick Kyrgios Jack Sock                   | Roman Jebavý Matwé Middelkoop            | 7-5, 2-6, [11-9]                         |
| 2019 | Ivan Dodig Édouard Roger-Vasselin        | Ken Skupski Neal Skupski                 | 6-4, 6-3                                 |
| 2020 | No disputado por la pandemia de COVID-19 | No disputado por la pandemia de COVID-19 | No disputado por la pandemia de COVID-19 |
| 2021 | Hugo Nys Tim Puetz                       | Pierre-Hugues Herbert Nicolas Mahut      | 6-4, 5-7, [10-8]                         |
| 2022 | Ivan Dodig Austin Krajicek               | Máximo González Marcelo Melo             | 6-3, 6-4                                 |
| 2023 | Rajeev Ram Joe Salisbury                 | Nicolas Mahut Matwé Middelkoop           | 6-0, 6-3                                 |
| 2024 | Harri Heliövaara Henry Patten            | Yuki Bhambri Albano Olivetti             | 3-6, 7-6(4), [10-8]                      |